# Avani
Avani Anne Gregg (Brownsburg, Indiana, 23 de noviembre de 2002), es una gimnasta, bailarina, actriz y tiktoker estadounidense.

## Primeros años
Avani Gregg nació el 23 de noviembre de 2002 en indiana, su madre es india y su padre es mongol y afroamericano, tiene una hermana mayor llamada Shanti y una hermana menor llamada Priya. Desde pequeña a Avani le interesó el baile, las artes visuales y la gimnasia. En 2018 logró ser una gimnasta capaz de alcanzar puntuaciones de nivel 9.

## Carrera
A los 14 años Avani comenzó a obtener una audiencia en las plataformas digitales. Su primer video de TikTok en hacerse viral la mostraba en un disfraz de payaso espeluznante, por lo que se ganó el apodo temporal de "Clown Girl". Actualmente cuenta con más de 30 millones de seguidores en TikTok. En el ámbito de la danza ha participado en varios proyectos de danza y teatro, igualmente en gimnasia, donde ha recibido varios reconocimientos.
En 2019, obtuvo popularidad por unirse al grupo social de TikTok llamado The Hype House. Se posicionó entre las personas más buscadas en el navegador web Google.

## Premios y nominaciones
| Año  | Premio         | Categoría | Resultado |
| ---- | -------------- | --------- | --------- |
| 2019 | Premios Shorty | TikToker  | Ganadora  |